# Batata palha

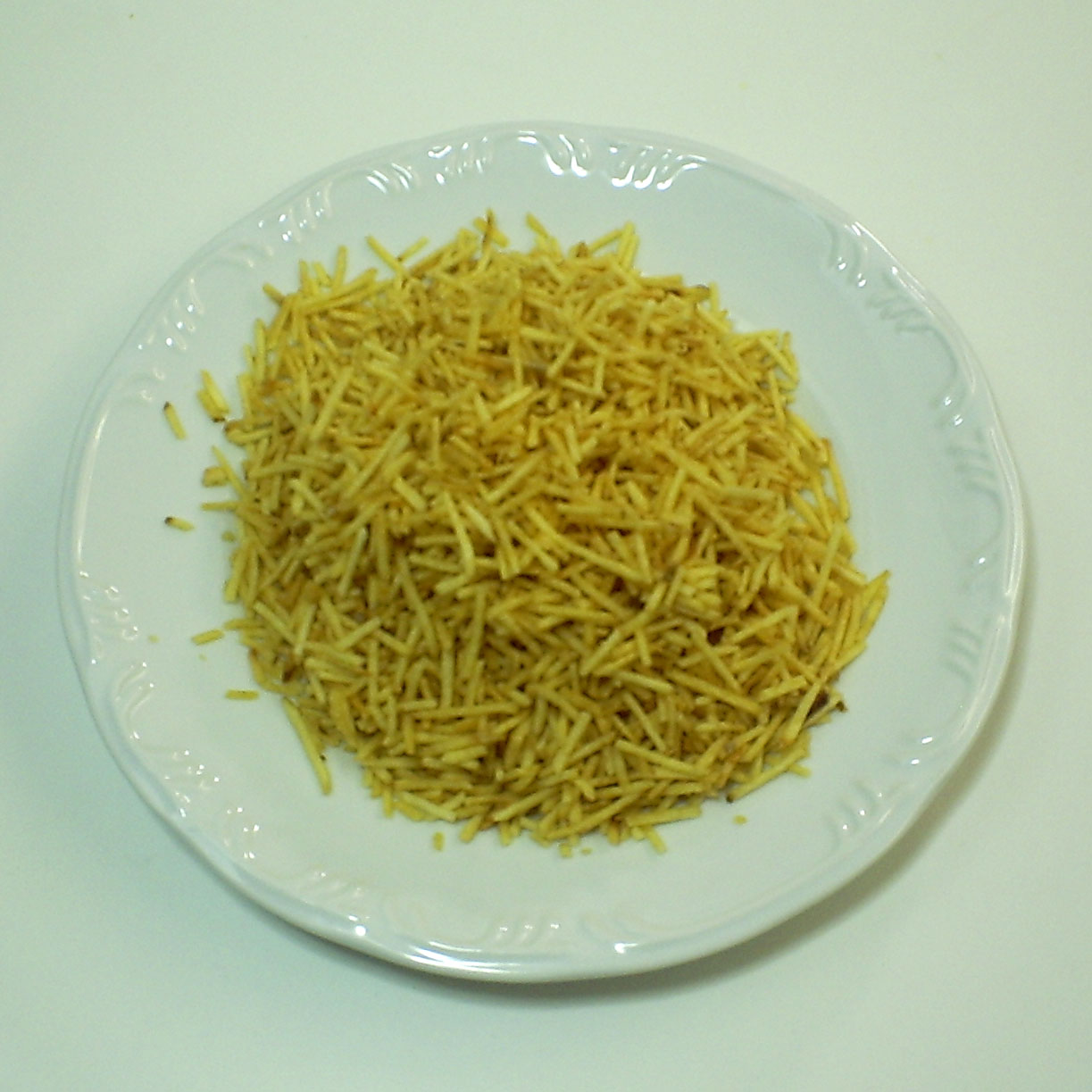
Um prato de batata palha.

Batata palha é um tipo de batata frita que é cortada muito fina, em filetes, de aproximadamente 3 cm de comprimento, fritos por imersão, seja em óleo ou em gordura hidrogenada de origem vegetal. Se assemelham às batatas chips, por terem cor, textura e sabor bastante próximos.
Desidratado, o alimento é comercializado embalado em pacotes. No Brasil, costuma servir como acompanhamento em pratos como salpicão, bacalhau e estrogonofe.

## Produção
A matéria prima da batata palha ideal são batatas de cultivares adequados para a fritura. Um estudo sobre nove cultivares encontrou três indicados para a produção da batata palha: Destiny, Excelence e Caruso foram consideradas superiores em questão de produtividade.

## Análise sensorial
Uma análise sensorial de seis marcas de batata palha encontrou que o que mais influenciou os consumidores foi cor, sabor e textura quanto ao grau de aceitação das amostras. Os consumidores preferem batatas fritas com maior crocância. O sabor de ranço, típico de óleo de fritura velho (guardado por 4 meses), contribuiu de maneira significativa para uma má avaliação da batata palha.

## Valores nutricionais
Um estudo em cinco marcas de batata palha encontrou que a batata palha é uma grande fonte de sódio, mas oferece muito pouco potássio, o que pode contribuir para elevação da pressão arterial. Também é uma grande fonte de gorduras totais: o corte fino aumenta a superfície de contato, e aumenta a quantidade de gordura absorvida pela batata durante a fritura. Nas cinco marcas avaliadas as informações nutricionais informadas no rótulo estavam irregulares, apresentando desvios com relação aos valores encontrados maiores do que o permitido pela legislação.
Outro estudo indicou que o uso da gordura hidrogenada vegetal para a fritura resulta em um alto valor de gordura trans na batata palha, e a substituição por outra forma de fritura, como o óleo vegetal ou óleo de palma pode reduzir a quantidade de gordura trans no produto final.